# Музей искусства и науки (Батон-Руж)
Музей искусства и науки (англ. Louisiana Art and Science Museum, Baton Rouge) — художественный музей в американском городе Батон-Руж (штат Луизиана), открытый в здании бывшего вокзала (Baton Rouge station). Оно было построено в 1925 году на площади в 2 акра и является памятником архитектуры. В музее проводятся временные выставки произведений современного искусства.